# Ortológia
A biológiában két különböző faj 1-1 génje akkor ortológ, ha a két faj közös ősében jelen lévő ősgénből származtatható, és mindkét fajban ugyanazt a funkciót látják el. Ilyen a tejsavat bontó laktát-dehidrogenáz enzim génje az emberben és az egérben.